# Dactylia syphonoides
Dactylia syphonoides är en svampdjursart som först beskrevs av Jean-Baptiste Lamarck 1814.  Dactylia syphonoides ingår i släktet Dactylia och familjen Callyspongiidae. Inga underarter finns listade i Catalogue of Life.